# Los Angeles Film Critics Association Awards/Bester Dokumentarfilm
Seit 1988 wird bei den Los Angeles Film Critics Association Awards der beste Dokumentarfilm geehrt.

## Ausgezeichnete Filme
Anmerkungen: In manchen Jahren gab es ein ex-aequo-Ergebnis und somit zwei Gewinner. Seit 2004 werden auch zweitplatzierte Filme von der LAFCA-Jury bekannt gegeben.
| Jahr | Preisträger                                                        | Deutscher Titel                                                  | Regisseur/Produzent                                 |
| ---- | ------------------------------------------------------------------ | ---------------------------------------------------------------- | --------------------------------------------------- |
| 1988 | Hôtel Terminus: The Life and Times of Klaus Barbie                 | Hôtel Terminus: Zeit und Leben des Klaus Barbie                  | Marcel Ophüls                                       |
| 1989 | Roger & Me                                                         | Roger & Me                                                       | Michael Moore                                       |
| 1990 | Paris is Burning Portraits of the Oldworld                         | Paris brennt Portraits of the Oldworld                           | Jennie Livingston                                   |
| 1991 | American Dream                                                     | American Dream                                                   | Barbara Kopple                                      |
| 1992 | Black Harvest                                                      | Black Harvest                                                    | Bob Connolly Robin Anderson                         |
| 1992 | Hotet                                                              | Threat                                                           | Stefan Jarl                                         |
| 1993 | It’s All True                                                      | It’s All True                                                    | Orson Welles Myron Meisel Bill Krohn Richard Wilson |
| 1994 | Hoop Dreams                                                        | Hoop Dreams                                                      | Steve James Peter Gilbert                           |
| 1995 | Crumb                                                              | Crumb                                                            | Terry Zwigoff                                       |
| 1996 | When We Were Kings                                                 | When We Were Kings                                               | Leon Gast                                           |
| 1997 | Riding the Rails                                                   | Riding the Rails                                                 | Lexy Lovell Michael Uys                             |
| 1998 | The Farm: Angola, USA                                              | Die Farm                                                         | Jonathan Stack Liz Garbus Wilbert Rideau            |
| 1999 | Buena Vista Social Club                                            | Buena Vista Social Club                                          | Wim Wenders                                         |
| 2000 | Dark Days                                                          | Dark Days                                                        | Marc Singer                                         |
| 2001 | Les glaneurs et la glaneuse                                        | Die Sammler und die Sammlerin                                    | Agnès Varda                                         |
| 2002 | The Cockettes                                                      | The Cockettes                                                    | Bill Weber David Weissman                           |
| 2003 | The Fog of War: Eleven Lessons from the Life of Robert S. McNamara | The Fog of War                                                   | Errol Morris                                        |
| 2004 | Born into Brothels                                                 | Im Bordell geboren – Kinder im Rotlichtviertel von Kalkutta      | Zana Briski Ross Kauffman                           |
| 2005 | Grizzly Man                                                        | Grizzly Man                                                      | Werner Herzog                                       |
| 2006 | An Inconvenient Truth                                              | Eine unbequeme Wahrheit                                          | Davis Guggenheim                                    |
| 2007 | No End in Sight                                                    | No End In Sight – Invasion der Amateure?                         | Charles H. Ferguson                                 |
| 2008 | Man on Wire                                                        | Man on Wire – Der Drahtseilakt                                   | James Marsh                                         |
| 2009 | The Cove                                                           | Die Bucht                                                        | Louie Psihoyos                                      |
| 2009 | Les plages d’Agnès                                                 | Die Strände von Agnès                                            | Agnès Varda                                         |
| 2010 | Last Train Home                                                    | nicht bekannt                                                    | Lixin Fan                                           |
| 2011 | Cave of Forgotten Dreams                                           | Die Höhle der vergessenen Träume                                 | Werner Herzog                                       |
| 2012 | The Gatekeepers                                                    | Töte zuerst                                                      | Dror Moreh                                          |
| 2013 | Stories We Tell                                                    | Stories We Tell                                                  | Sarah Polley                                        |
| 2014 | Citizenfour                                                        | Citizenfour                                                      | Laura Poitras                                       |
| 2015 | Amy                                                                | Amy                                                              | Asif Kapadia                                        |
| 2016 | I Am Not Your Negro                                                | I Am Not Your Negro                                              | Raoul Peck                                          |
| 2017 | Visages, villages                                                  | Augenblicke: Gesichter einer Reise                               | JR Agnès Varda                                      |
| 2018 | Shirkers                                                           | nicht bekannt                                                    | Sandi Tan                                           |
| 2019 | American Factory                                                   | nicht bekannt                                                    | Steven Bognar Julia Reichert                        |
| 2020 | Time                                                               | nicht bekannt                                                    | Garrett Bradley                                     |
| 2021 | Summer of Soul (…Or, When the Revolution Could Not Be Televised)   | Summer of Soul (…Or, When the Revolution Could Not Be Televised) | Questlove                                           |
| 2022 | All the Beauty and the Bloodshed                                   | All the Beauty and the Bloodshed                                 | Laura Poitras                                       |
| 2023 | Menus-Plaisirs – Les Troisgros                                     | Menus-Plaisirs – Les Troisgros                                   | Frederick Wiseman                                   |

## Zweitplatzierte Dokumentarfilme
1. ↑  2004 belegte der Film Fahrenheit 9/11 von Michael Moore einen zweiten Platz
2. ↑  2005 belegte der Film Enron: The Smartest Guys in the Room von Alex Gibney einen zweiten Platz
3. ↑  2006 belegte der Film Darwin’s Nightmare von Hubert Sauper einen zweiten Platz
4. ↑  2007 belegte der Film Sicko von Michael Moore einen zweiten Platz
5. ↑  2008 belegte der Film Waltz with Bashir von Ari Folman einen zweiten Platz
6. ↑  2010 belegte der Film Exit Through the Gift Shop von Banksy einen zweiten Platz
7. ↑  2011 belegte der Film The Arbor von Clio Barnard einen zweiten Platz
8. ↑  2012 belegte der Film Searching for Sugar Man von Malik Bendjelloul einen zweiten Platz
9. ↑  2013 belegte der Film The Act of Killing von Joshua Oppenheimer einen zweiten Platz
10. ↑  2014 belegte der Film Life Itself von Steve James einen zweiten Platz
11. ↑  2015 belegte der Film The Look of Silence von Joshua Oppenheimer den zweiten Platz
12. ↑  2016 belegte der Film O. J. Simpson: Made in America von Ezra Edelman den zweiten Platz
13. ↑  2017 belegte der Film Jane von Brett Morgen den zweiten Platz
14. ↑  2018 belegte der Film Minding the Gap von Bing Liu den zweiten Platz
15. ↑  2019 belegte der Film Apollo 11 von Todd Douglas Miller den zweiten Platz
16. ↑  2020 belegte der Film Kollektiv – Korruption tötet von Alexander Nanau den zweiten Platz
17. ↑  2021 belegte der Film Procession von Robert Greene den zweiten Platz